# Vidre romà

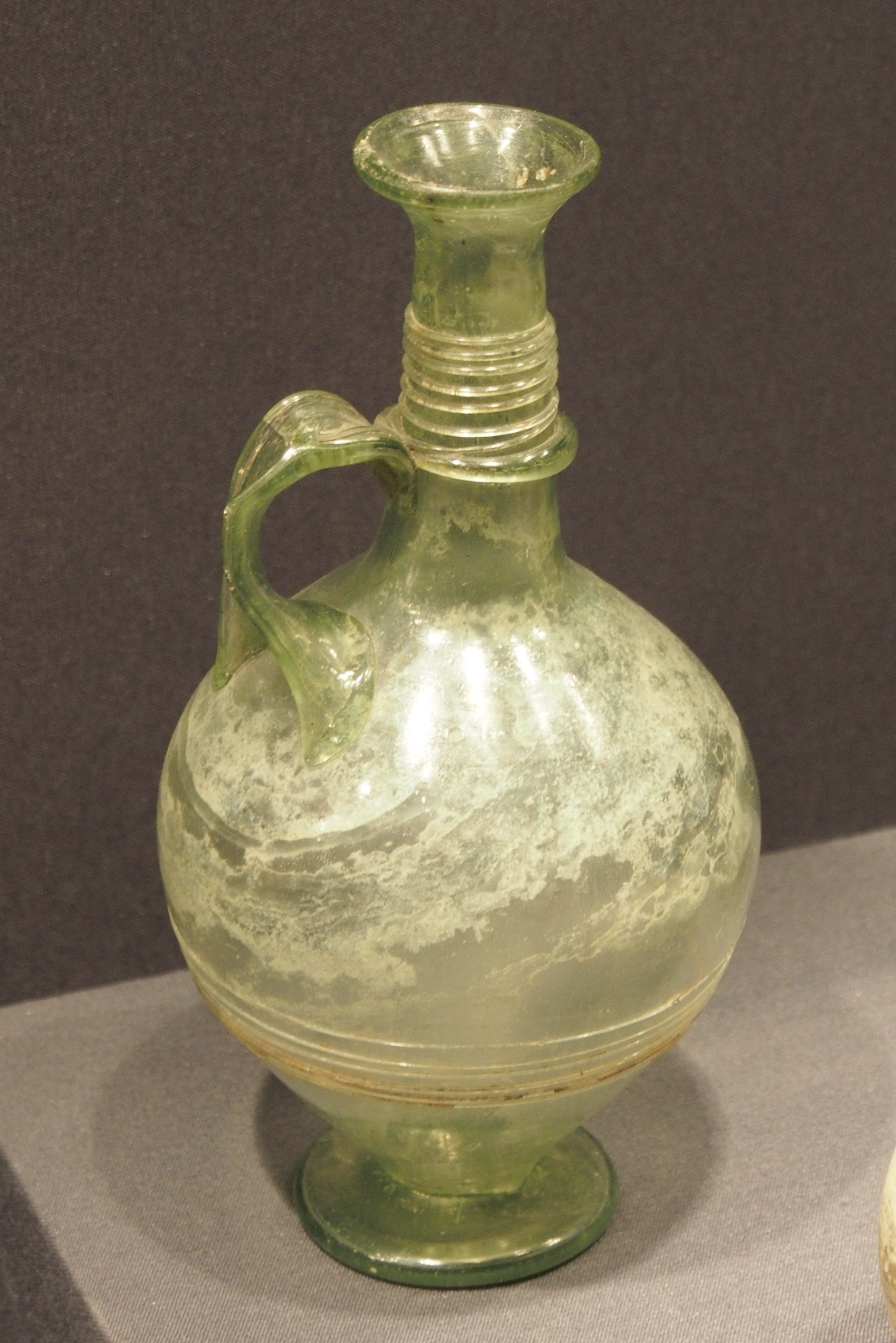
Gerra romana de vidre (Hispania)

El vidre romà era un article de predilecció per als romans, que se'n proveïen pel comerç amb els egipcis i fenicis. Però ja des del principi de l'imperi el van fabricar a la metròpoli i fora d'aquesta (a les Gàl·lies i a Hispània, segons diu Plini i sant Isidor), donant-li les mateixes aplicacions que els egipcis i fenicis i perfeccionant les formes dels seus vasos, que resulten més variades i elegants. Amb prou feines, es descobreix cap sepultura romana que no contingui fioles o ampolletes de vidre, ja incolor, ja verdós, cobertes d'irisacions per l'acció de la humitat i l'aire. Aquests ampolletes, sempre de formes estretes, solen anomenar-se pels col·leccionistes lacrimatoris i ungüentaris, però servien únicament per a contenir olis o perfums en els sepulcres, no per a dipositar-hi llàgrimes.

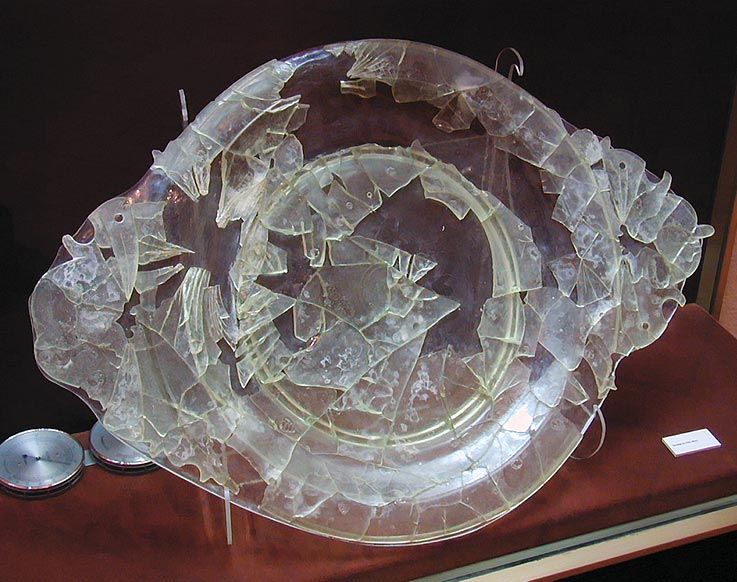
Safata de vidre

També van perfeccionar els romans l'art de produir relleus de figures en els gots de vidre per l'addició d'una altra capa d'esmalt o vidre de color diferent, juntament amb el modelatge i cisellat o gravat que s'havia inventat pels egipcis, de manera que la superfície exterior de semblants gots ofereix totes les aparences d'un camafeu de pedra d'ònix de grans dimensions.
Se'ls diu avui gots Murrina falsos, per imitar els veritables. Els atuells més preciosos d'aquesta manera que es conserven estan en el Museu de Nàpols i en el Britànic.
En fi, decoraven els romans els atuells preciosos de vidre amb els procediments que segles més tard es van reproduir a Venècia i es distingeixen amb els noms de reticella (gots reticulats) i millefiori (milflors o gots florits), que resulten de l'addició de barretes i filigranes de vidre ja en la superfície per als reticulats, ja incloses en la massa o en l'espessor de les parets del vas per als milflors. Van produir també les fàbriques romanes vidres per a finestres i claraboies, encara que de petites dimensions, i van fer estatuetes d'aquest material i també imitacions de pedres fines amb gravats.